# ARO (azienda)

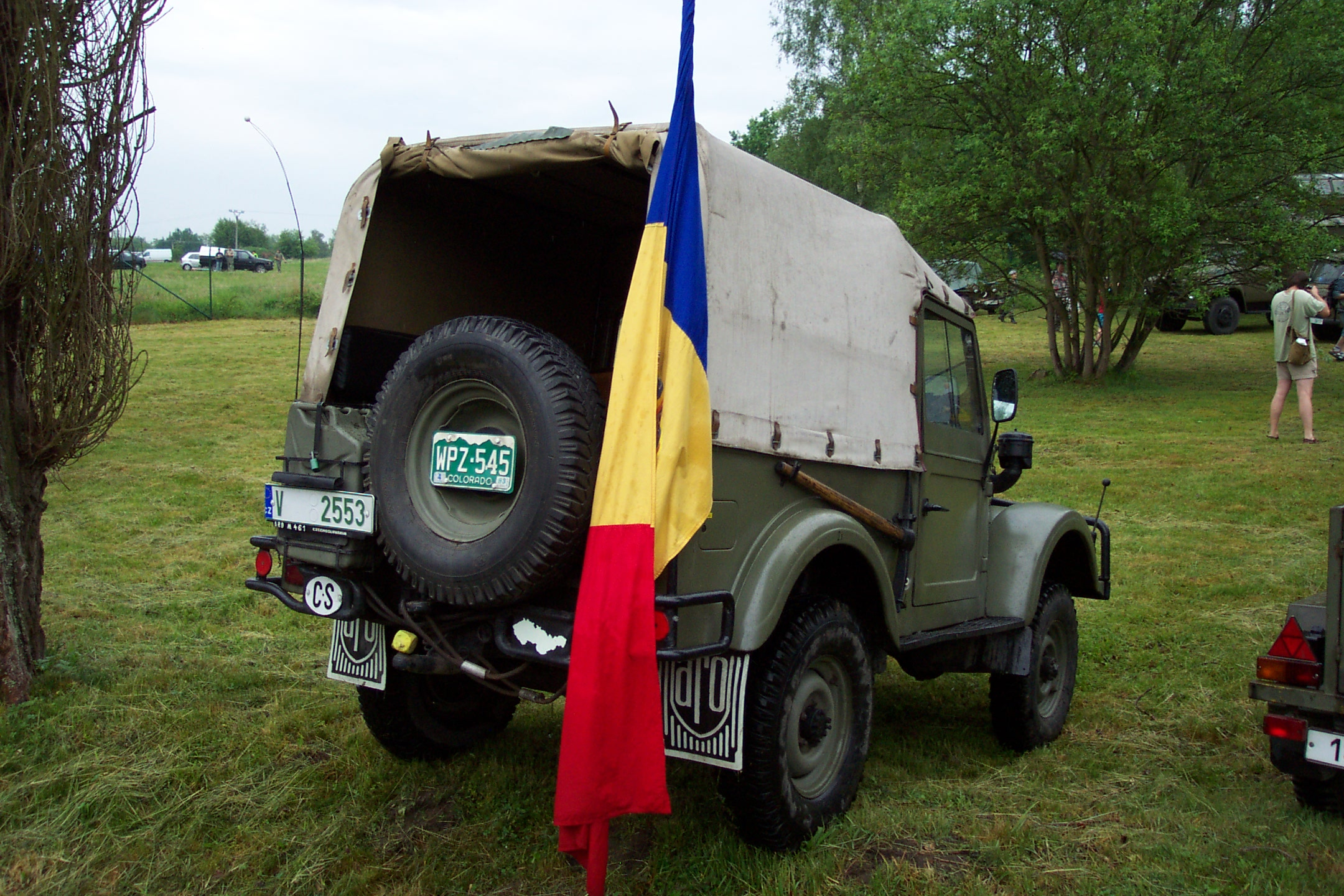
Veicolo militare ad un raduno

La ARO (abbreviazione di Automobili Romania) era una industria rumena di autoveicoli fuoristrada situata nella cittadina di Câmpulung.

## Storia
Iniziò la produzione nel 1957 con l'IMS ponendosi come casa pioniera al mondo di veicoli 4x4. Nel corso della sua storia produsse circa 360.000 veicoli 2/3 dei quali furono destinati all'esportazione in 110 paesi (fino al 1989 il 90% della produzione della ARO veniva esportato). Infatti nel 1963, mandando in pensione la M59 dopo 4 anni di produzione, con la M461 l'ARO incomincia una fortunata esportazione che già nel 1965 tocca 55 paesi del mondo.
Nel 1971 esce la ARO 24 un veicolo studiato ed adibito al trasporto di persone e merci in zone montane.
Infine nel 1979 esce con grande apprezzamenti tecnologici e soprattutto stilistici la ARO 10 che assieme alla Serie 24 proseguiranno negli anni con continui sviluppi e motori arrivando a montare quelli marchiati anche Renault, Daewoo e Toyota.
Nel febbraio 1998 lo stato rumeno decise di vendere la casa rumena e solo nel settembre del 2003 il 68% della proprietà venne acquistato da una compagnia statunitense chiamata Cross Lander appartenente a John Perez per un prezzo di 180.000 dollari statunitensi. Nel contratto veniva dichiarato che vi sarebbe stato un investimento di 2 milioni di dollari, ma nessuno di questi investimenti venne fatto.
Nel giugno 2006 venne dichiarata la bancarotta.

## Curiosità
- La ARO 10 prese questo nome in quanto l'allora presidente Ceaușescu decise che ne avrebbe regalata una a tutte quelle donne che avessero avuto almeno dieci figli.

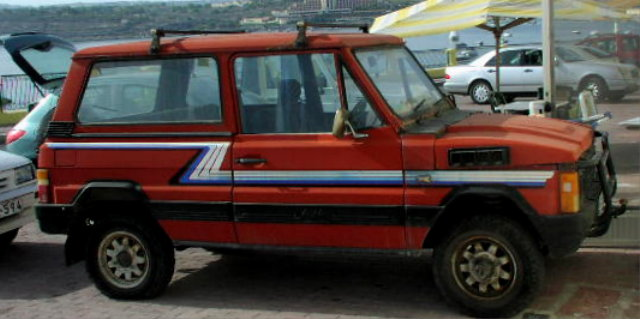
ARO 10 4x4

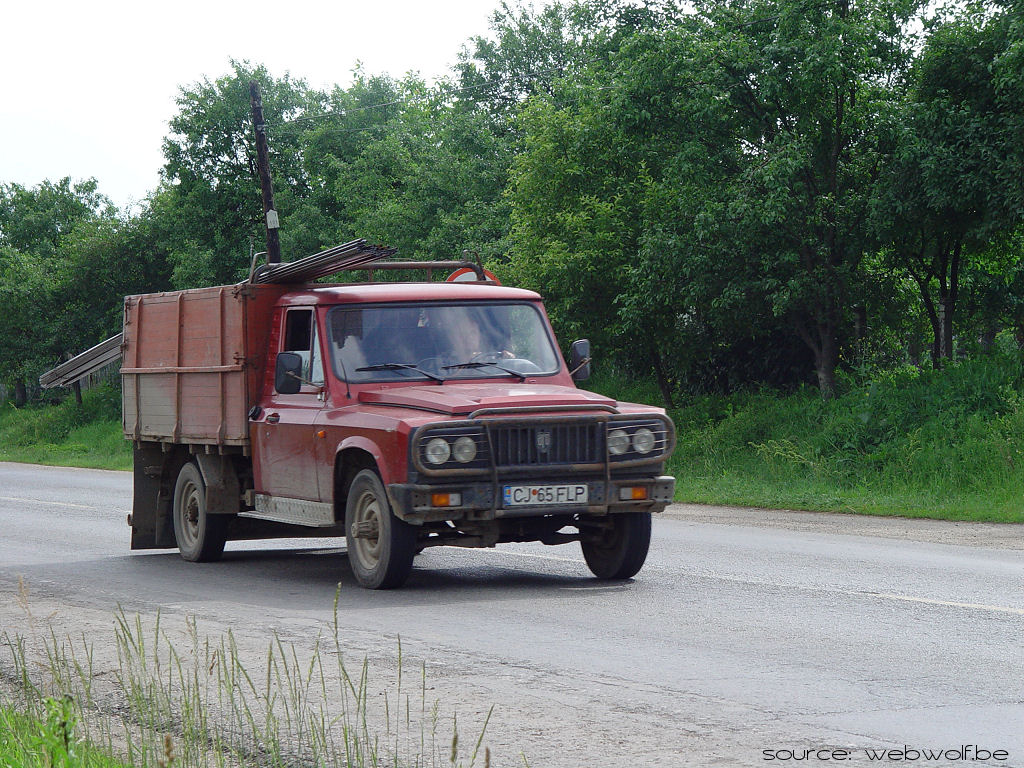
Veicolo commerciale

## Modelli

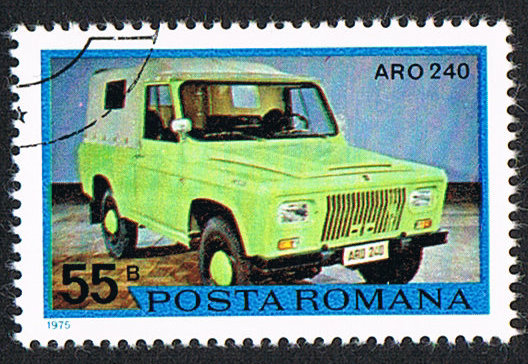
ARO 240

- ARO IMS
  - IMS-57
  - M59
  - M461
- ARO serie 24
  - SUVs
    - ARO 240
    - ARO 243
    - ARO 244
    - ARO 246
    - ARO 328 Maxi-Taxi

  - Veicoli commerciali leggeri
    - ARO 33 N
    - ARO 35 S
    - ARO 35 M
    - ARO 243
    - ARO 323
    - ARO 324
    - ARO 330
- Aro serie 10
  - SUV
    - ARO 10.1
    - ARO 10.4
    - ARO 10 Spartana
    - ARO 11.4

  - Veicoli commerciali leggeri
    - ARO 10.2
    - ARO 10.3
    - ARO 10.6 pick-up
    - ARO 10.9
    - ARO 10.0
    - ARO 11.9